# Municipio de Eden (Pensilvania)
El municipio de Eden (en inglés: Eden Township) es un municipio ubicado en el condado de Lancaster en el estado estadounidense de Pensilvania. En el año 2000 tenía una población de 1.856 habitantes y una densidad poblacional de 57.7 personas por km².

## Geografía
El municipio de Eden se encuentra ubicado en las coordenadas 39°55′00″N 76°06′59″O / 39.91667, -76.11639.

## Demografía
Según la Oficina del Censo en 2000 los ingresos medios por hogar en la localidad eran de $44,620 y los ingresos medios por familia eran de $47,857. Los hombres tenían unos ingresos medios de $34,917 frente a los $21,638 para las mujeres. La renta per cápita de la localidad era de $16,764. Alrededor del 8,9% de la población estaba por debajo del umbral de pobreza.